# رايخسوميسار تركستان
رايخسوميسار تركستان (التي تمت كتابتها أيضًا باسم Turkistan، والمختصرة باسم RKT) من Reichskommissariat التي اقترحتها ألمانيا في جمهوريات آسيا الوسطى في الاتحاد السوفيتي في صراعها العسكري مع تلك الدولة خلال الحرب العالمية الثانية. وادعى المؤرخ السوفياتي ليف بيزيمنسكي أن أسماء بانتوركستان وجروستوركستان («تركستان الكبرى») ومحمد الرايخ («الإمبراطورية المحمدية») تم اعتمادها أيضًا في الإقليم.
تم تقديم اقتراح بإنشاء حكومة رايشكومية في هذه المنطقة من قبل المفكر النازي الفريد روزنبرغ. ومع ذلك، فقد رفضه أدولف هتلر الذي أخبر روزنبرغ أن الخطط النازية يجب أن تقتصر على أوروبا في الوقت الحالي.

## خلفية
قبل بدء عملية بربروسا، ضم روزنبرغ المناطق التركية والإسلامية بشكل أساسي في الاتحاد السوفيتي في آسيا الوسطى في خططه لإقامة سيادة ألمانية في المستقبل في فلول الاتحاد السوفيتي بسبب خصومتهم التاريخية لسيطرة الروسية على المنطقة، على الرغم من شكوكه في أن الفتوحات الألمانية ستصل إلى أقصى الشرق. ينطوي اقتراحه الأصلي إنشاء سلسلة من «دي الترويس سكانها ينالون الجنسية الروسية» وصديقة للالألمانية suzerainties - من المرجح أن يكون يوما ما يرتبط الرايخ الثالث قبل أي من أو كل من المخطط Breitspurbahn ثلاثة أمتار مقياس السكك الحديدية النازية لشبكة السكك الحديدية الثقيلة وأقصى شرق ملحقات من نظام الطرق السريعة Reichsautobahn المقسوم - حول «المنطقة الأساسية» الروسية لموسكوفي، والتي كان من المقرر حرمانها من الوصول إلى بحر البلطيق والبحر الأسود. كانت هذه الكيانات هي فنلندا الكبرى ومنطقة البلطيق والروثينيا البيضاء (بيلاروسيا) وأوكرانيا الكبرى والقوقاز الكبرى وتركستان وإيدل أورال وسيبيريا، في حين أن جزءًا من الحدود على الحدود الغربية مع ألمانيا كان إما جزءًا منها أو وإلا يكون تحت سيطرتها المباشرة.
تم رفض هذا الاقتراح من قِبل أدولف هتلر بسبب عدم تحقيق هدفه المعلن المتمثل في الحصول على ما يكفي من ليبنسراوم في الشرق لألمانيا. بناءً على أوامر هتلر، تم تأجيل اقتراح إنشاء إدارة مدنية ألمانية في آسيا الوسطى من قبل روزنبرغ على الأقل في المستقبل القريب، والذي تم توجيهه بدلاً من ذلك إلى تركيز عمله على الأجزاء الأوروبية من الاتحاد السوفيتي في الوقت الحالي. 
تلقى روزنبرغ نصائح حول مسألة تركستان من المهاجرة الأوزبكية فيلي كايون هان،  التي ترأست في أغسطس من عام 1942 اللجنة الوطنية التركستانية المتعاونة في برلين تحت رعاية وزارة الرايخ للأراضي الشرقية المحتلة.

## المدى الإقليمي

آسيا الوسطى السوفيتية في عام 1922

توقعت خطة روزنبرغ ضم خمس جمهوريات سوفيتية في آسيا الوسطى إلى رايخسوميسار السوفياتية: كازاك الاشتراكية السوفياتية وأوزبكستان الاشتراكية السوفيتية وتركمانستان الاشتراكية السوفيتية وطاجيكستان الاشتراكية السوفيتية وقيرغيزستان الاشتراكية السوفيتية. لم يكن سكان هذه الجمهوريات من العرق التركي (لا سيما طاجيكستان التي هي في معظمها من أصل إيراني، ويتحدث سكانها باللغة الفارسية)، ولكنهم تشاركوا عمومًا في الدين الإسلامي، الذي شارك بعض أتباعه في الدين - خصوصًا في الشرق الأوسط - اجتذبت درجة محدودة من الاحترام من أعضاء قيادة الحزب النازي. شملت الخطط الألمانية أيضًا مناطق ألتاي وتتارستان وباشكورتوستان إلى الرايخسمانية على أساس الدين والعرق المشتركين.   حتى أن بعض المصادر تشير إلى إمكانية إدراج ماري إل وأدمورتيا، بغض النظر عن الأصل الفنلندي للشعوب الأصلية في هذه الأراضي.
لم يتم تسوية الحدود الشرقية للأرض بأكملها بشكل نهائي خلال الحرب العالمية الثانية. في حالة احتلال قوات المحور لما تبقى من الاتحاد السوفيتي غير المقيد، اقترحت إمبراطورية اليابان ترسيم الحدود على طول خط الطول 70 درجة شرقًا في أواخر عام 1941، والذي كان سيشكل الحد الغربي ممتلكاتها الخاصة في منطقة شرق آسيا الكبرى المشتركة. 